# Медани, Нада
Нада Мадани Мохамед Ашур Абдаллах (араб. ندى مدني عاشور عبدالله‎; 16 августа 2000) — египетская спортсменка, специализируется на вольной борьбе.

## Карьера
В середине сентября 2016 года в Тбилиси завоевала бронзовую медаль Первенства мира среди кадетов. В 2017 году выиграла Первенство Африки среди юниоров, а в 2019 году стала второй. В начале марта 2024 года в Аккре на Африканских играх дошла до финала, в котором уступила Мерси Дженезиз, став серебряным призёром. В конце марта 2024 года на африкано-океанском квалификационном турнире по вольной борьбе в Александрии ей удалось добыть лицензию на Олимпийские игры в Париж.

## Достижения
- Чемпионат Средиземноморья по борьбе 2018 — ;
- Чемпионат Африки по борьбе 2019 — ;
- Чемпионат Африки по борьбе 2020 — ;
- Чемпионат Африки по борьбе 2022 — ;
- Африканские игры 2023 — ;